# Voajerizam
Voajerizam je parafilija, klinički priznata, a manifestira se tako da osoba koja je voajer gleda druge ljude koji mogu biti goli, u donjem rublju, mogu prakticirati snošaj ili činiti bilo što ako se to promatraču sviđa.
Bit je u zadovoljavanju seksualnih potreba promatrača.
Medicina svrstava ovo oboljenje u parafilije, kategoriju srodnih duševnih poremećaja u grupi poremećaja spolne sklonosti.